# Hakoträsken
Hakoträsken samiska Háhkkuojávrieh är två varandra näraliggande sjöar 
- Hakoträsken (norra), sjö i Arvidsjaurs kommun, 65°37′18″N 19°43′09″Ö / 65.6218°N 19.7191°Ö (6,96 ha)
- Hakoträsken (södra), sjö i Arvidsjaurs kommun, 65°37′00″N 19°43′44″Ö / 65.6166°N 19.729°Ö (18,9 ha)